# Rhipidoglossum stolzii
Rhipidoglossum stolzii é uma espécie de orquídea, família Orchidaceae, que existe na Tanzânia, Malawi e Zimbábue. Trata-se de planta epífita, monopodial com caule que mede pelo menos vinte centímetros de comprimento e tem folhas alternadas ao longo de todo o caule; cujas pequenas flores tem um igualmente pequeno nectário sob o labelo.

## Publicação e sinônimos
- Rhipidoglossum stolzii (Schltr.) Garay, Bot. Mus. Leafl. 23: 196 (1972).

Sinônimos homotípicos:
- Diaphananthe stolzii Schltr., Bot. Jahrb. Syst. 53: 600 (1915).
- Angraecopsis stolzii (Schltr.) R.Rice, Prelim. Checklist & Survey Subtrib. Aerangidinae (Orchidac.): 22 (2005).